# Politiken
Politiken est un quotidien danois publié par JP/Politikens Hus, un des plus grands groupe de presse du pays.
En lectorat, le journal est le troisième du Danemark après le Jyllands-Posten et le tabloïd B.T. L'édition du dimanche compte 552 000 lecteurs.
Le journal propose également une édition internationale nommée Politiken Weekly.

## Ligne éditoriale
La ligne éditoriale du journal est proche des sociaux-démocrates danois. Le quotidien est réputé être celui de l'intelligentsia danoise, par opposition aux tabloïds (B.T, Extra Bladet) et aux quotidiens plus conservateurs, le Jyllands Posten et le Berlingske Tidende.

## Historique
Dagbladet Politiken est créé le 1er octobre 1884 à Copenhague par Viggo Hørup, Edvard Brandes et Hermann Bing avec un tirage initial de 2 000 exemplaires.
Le journal établit son siège actuel sur la place Rådhuspladsen de Copenhague en 1912.
Le 28 avril 1940, trois semaines après l'invasion allemande du Danemark, Politiken publie un éditorial dans lequel Winston Churchill est qualifié d'« homme dangereux ». L'éditorial a été écrit par le chef du service des Affaires étrangères, Einard Schou, après une conversation dans le bureau du rédacteur en chef avec le patron du journal et futur premier ministre Erik Scavenius. L'objectif était d'être complaisant avec les forces d'occupation allemandes alors qu'aucun autre journal danois ne s'aventura jusque-là ; il suffisait, le plus souvent, de rester dans les limites de la censure allemande. Comme résultat immédiat, des milliers de lecteurs résilient leur abonnement en signe de protestation.
Il adopte au cours de l'affaire des caricatures de Mahomet du journal Jyllands-Posten une posture critique à l'égard de son concurrent, le quotidien conservateur Jyllands Posten, qui avait publié les dessins de Mahomet le 30 septembre 2005, même s'il a défendu le principe de la liberté d'expression. « Ils ont le droit d'être idiots » a déclaré Tøger Seidenfaden, le directeur de la publication du quotidien de centre-gauche dans cette affaire.
Le quotidien n'a pas reproduit les caricatures.
Depuis 2012, la Fondation Politiken est membre fondateur du Prix européen de la presse (European Press Prize).